# Freistatt
Freistatt ist eine Gemeinde im Landkreis Diepholz in Niedersachsen. Seit 1923 ist Freistatt eine selbständige politische Gemeinde, seit 1974 Mitgliedsgemeinde der Samtgemeinde Kirchdorf. Aufgrund der vor den Anstalten der Diakonie Freistatt (heute Bethel im Norden) geprägten Geschichte waren Anstalts- und Gemeindeentwicklung lange Zeit eng miteinander verwoben; unter anderem stammte der Bürgermeister bis 1972 immer aus der in Freistatt tätigen Diakonenschaft. Auch wird beispielsweise die für alle evangelisch-lutherischen Freistätter zuständige Kirchengemeinde noch heute als „Anstaltsgemeinde“ bezeichnet.

## Geografie

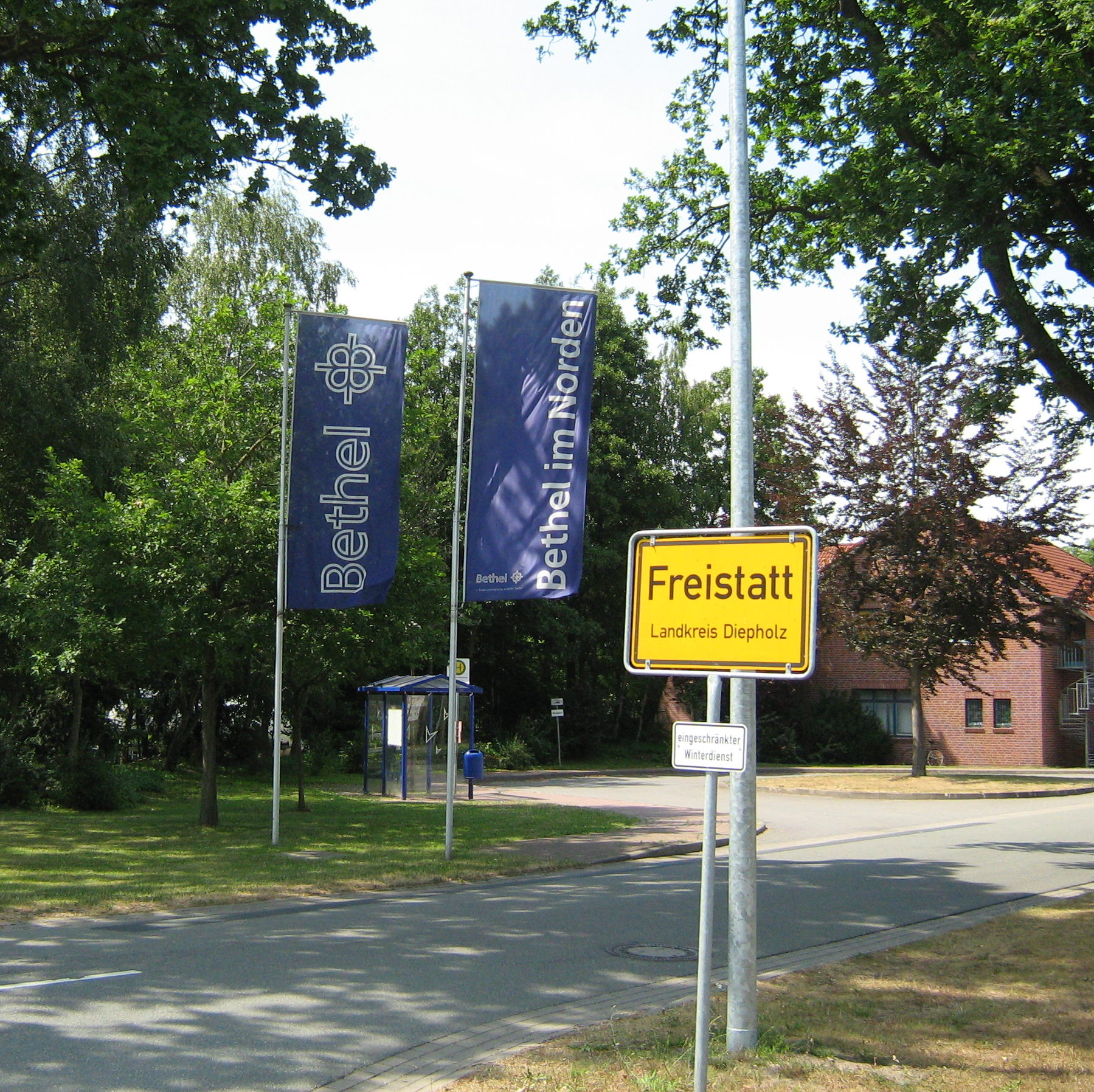
Ortseinfahrt Freistatt mit „Bethel im Norden“-Fahnen

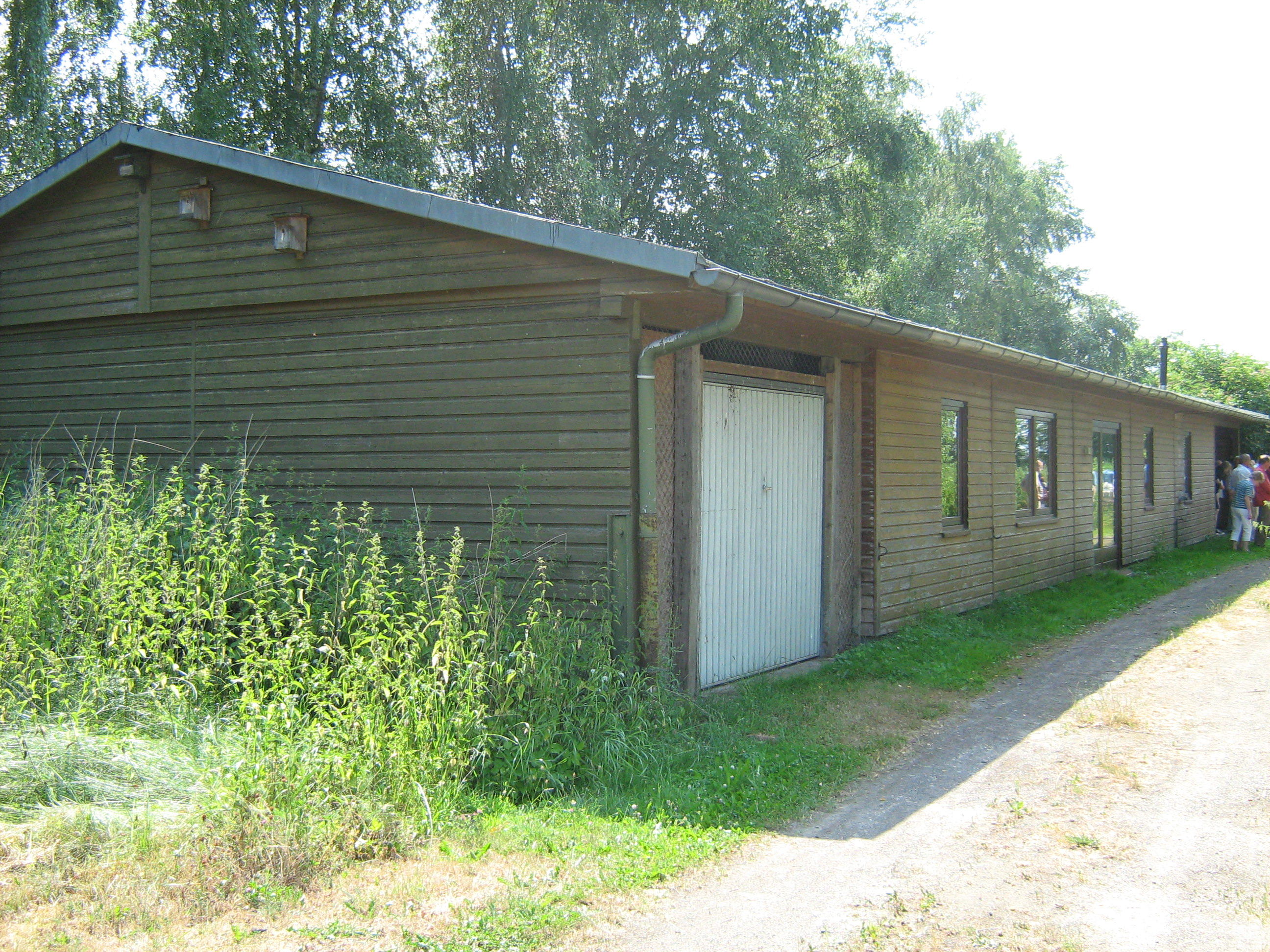
Baracke in Deckertau

Freistatt umfasst 12,53 km² Fläche, den größten Teil bildet das unter Naturschutz stehende Wietingsmoor.

### Gemeindegliederung
Die meisten Einwohner leben im Kernbereich Freistatts in der Nähe der Bundesstraße 214. Zur Gemeinde gehören außerdem der etwa 6 km nördlich liegende Ortsteil Heimstatt, in dem sich unter anderem ein Altenheim sowie der Naturschutz- und Landschaftspflegebetrieb Freistatt befinden, die nördlich von Heimstatt liegende Siedlung Sprekelshorst und die im Moor liegenden Gebäude von Deckertau.

## Geschichte

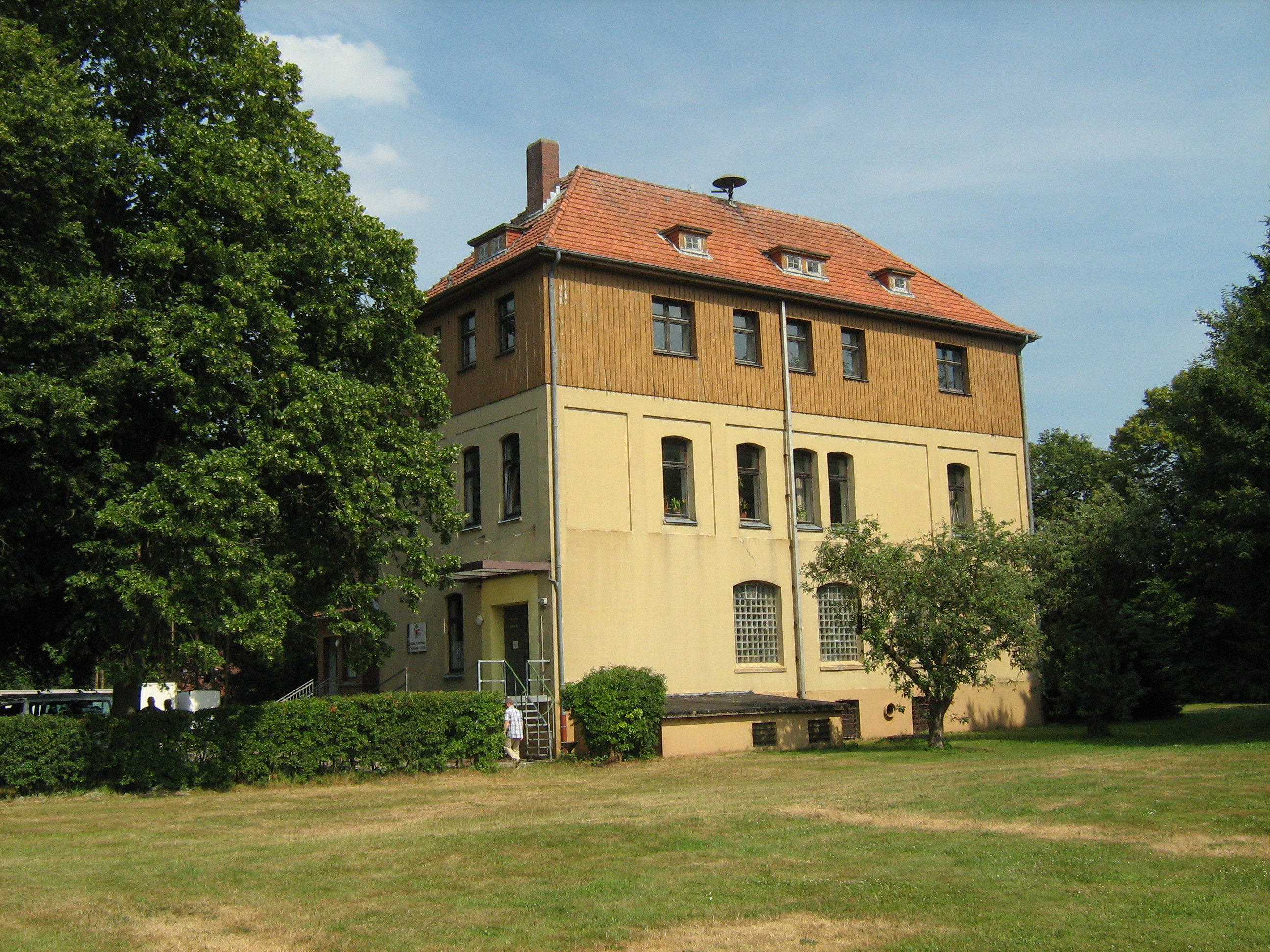
Haus Moorhort, Standort der Erinnerungsstätte „Freistatt Fuersorge“ von Bethel im Norden

Gegen Ende des 19. Jahrhunderts unterstützte Friedrich von Bodelschwingh in Reaktion auf soziale Probleme der Industrialisierung die Gründung von sozialen Einrichtungen für „Wanderarme“. 1898 erwarben die Bielefelder Anstalten im Wietingsmoor 483 ha Moor, auf denen ab 1899 die Moorkolonie Freistatt als Betheler Zweiganstalt im Wietingsmoor eingerichtet wurde. Bis 1901 wurden 1.010 ha Land angekauft. Erster Anstaltsleiter war der Landwirt und Moor-Spezialist Emil von Lepel.
Ziel der Beschäftigung war die Urbarmachung des Hochmoores, hierfür waren umfangreiche Arbeiten (unter anderem Entwässerung, Abtorfung, Bearbeitung, Düngung) notwendig. Verdiente Kolonisten sollten dann ein eigenes Stück Land erhalten, um dort selbstständig eine Familie gründen zu können. Dieses Ziel wurde jedoch nie erreicht.
Aus den in der Folge entstehenden Einrichtungen und Wirtschaftsbetrieben entwickelte sich die Diakonie Freistatt. Am Ort wohnten fast ausschließlich Menschen aus sozialen Randgruppen, ihre Betreuer und deren Familien sowie Personal der Einrichtungen. Nach Errichtung erster Wohnunterkünfte nahm im Jahr 1900/’01 das Torfwerk an der damaligen Chaussee Hannover – Diepholz – Osnabrück (heute B214) den Betrieb auf, um die geplante Moornutzung voranzutreiben. Der Torfabbau und die anschließende Landwirtschaft wurden zur Haupterwerbsquelle in Freistatt.
Zur Trockenlegung des Moorgebietes begann im November 1901 der Bau des 8,8 km langen Freistätter Moorkanals, was die viermonatige Arbeit von 40 – 50 Männern erforderte. Hierfür wurden 1901 in „Neu-Freistatt“ (heute: Deckertau) Baracken für russische Wanderarbeiter errichtet, welche den beginnenden Torfabbau unterstützen sollten. Zeitgleich begann der Aufbau einer Schafzucht. Die Massierung von Personen mit schwierigen sozialen Hintergründen brachte für die z. T. jungen Diakone ohne formale sozialpädagogische Ausbildung vielfach Probleme mit sich. In den Jungenheimen galt eine nahezu militärische Disziplin.

1906 wurde der Kolonieteil Neu-Freistatt ausgebaut und am Nordende des mittleren Wietingsmoores 222 ha dazugekauft, wo sich 1909 die Arbeiterkolonie „Heimstatt“ entwickelte. 1913 erhielt Freistatt ein eigenes, torfbefeuertes Elektrizitätswerk. Im Ersten Weltkrieg nahm die Anzahl Kolonisten, Jugendlicher und Mitarbeiter deutlich ab, da viele zum Militär eingezogen wurden. Dagegen wurden in Heimstatt russische und englische Kriegsgefangene interniert.
1923 wurde das neue Gemeinwesen am Rande des Moores aus der Gemeinde Wehrbleck ausgegliedert und zur selbstständigen politischen „Landgemeinde Freistatt“ ernannt, in der außer den genannten Gruppen überwiegend Landwirte lebten. Im gleichen Jahr bekam der Ort eine eigene Haltestelle an der Bahnstrecke Sulingen – Diepholz. Der Kauf eines modernen Torfbaggers 1924 in Verbindung mit dem Gleisanschluss des Torfwerkes führte zu einer höheren Abbauleistung. Bis dahin wurde der Torf von Hand gestochen.
In der Weltwirtschaftskrise Ende der 1920er Jahre führte eine hohe Arbeitslosigkeit und Konzentration der Jugendarbeit zu starker Beanspruchung der Freistätter Einrichtungen. In den nachfolgenden Jahren des Nationalsozialismus sanken diese Belegungszahlen durch Einsatz arbeitsfähiger Männer in staatlichen Maßnahmen, im „Reichsarbeitsdienst“, durch die staatliche Aufrüstung oder der wieder eingeführten allgemeinen Wehrdienst. Dieser Trend setze sich auch im Zweiten Weltkrieg fort, die Wanderarbeiterstätten wurden geschlossen. Die Torfwirtschaft wurde durch zugewiesene Fremdarbeiter aus Benelux und Polen aufrechterhalten. Gegen Ende des Krieges sank dann auch die Belegung der bisher kaum betroffenen Jugendeinrichtungen deutlich durch Einziehungen der Jugendlichen zum „letzten Aufgebot.“ Freiwerdenden Kapazitäten dienten zur Unterbringung von Flüchtlingen. Am 5. April 1945 erreichten britische und kanadische Soldaten Freistatt.
Nach 1945 zwang die Notzeit zu verstärktem Schwarztorfabbau, um den Bedarf an Heizmaterial zu decken (1948 erreichte Freistatt eine Jahresproduktion von 200.000 Zentnern Brenntorf). Die diakonische Arbeit kam im Anschluss nur schleppend in Gang, Freistatt wurde u. a. zu einem Anlaufpunkt von aus Kriegsgefangenschaft entlassener Wehrmachtssoldaten, die durch Zugehörigkeit zu belasteten Wehrmachtseinheiten Probleme bei der Wiedereingliederung hatten. Durch die große Zahl vagabundierender Jugendlicher in Nachkriegsdeutschland erlebte die Jugendheime einen Belegungshöchststand. Die überforderte Pädagogik setzte weiterhin auf Disziplin, Züchtigung und Strafen.
Nach dem Krieg wurde es aus den Bodelschwinghschen Anstalten ausscheidende Mitarbeitern möglich, in Freistatt wohnen zu bleiben und seit 1965 können Mitarbeiter in Freistatt eigene Häuser bauen oder kaufen. 1965 endete auch der Abbau von Brenntorf, dafür gewann Weißtorf für gärtnerische Substrate an Bedeutung. Seit den Fünfziger Jahren wurde die Anlage modernisiert: moderne Bauten ersetzten alte Koloniegebäude, Schlafsäle wichen Ein- oder Mehrbettzimmern, die Einrichtungen zentralisiert in Freistatt. 1974 beging die Anstalt Freistatt ihr 75-jähriges Bestehen. Bis zu diesem Zeitpunkt hatten 92.716 Männer den Bereich Nichtsesshaftenhilfe durchlaufen. Der Modernisierungsprozess der Infrastruktur setzte sich bis in die 1980er Jahre fort, begleitet von Neubauten wie einer Altenpflegeabteilung, eines Schülerheims oder einer Bungalowsiedlung. Zu Beginn der achtziger Jahre wurden erstmals Frauen in ein Freistätter Heim aufgenommen.
Im Jahr 1999 wurden in dem Neubaugebiet Bäckerweide erstmals Grundstücke an Familien verkauft, die nicht zu den Mitarbeitern der Diakonie Freistatt gehören. Bis heute hat die politische Gemeinde Freistatt Probleme, als eigenständige Institution wahrgenommen zu werden. So schreibt etwa 2012 der CDU-Bundestagsabgeordnete Axel Knoerig im Auftrag der CDU/CSU-Fraktion im Deutschen Bundestag in einer postumen Laudatio aus Anlass des 75. Geburtstags des ehemaligen Abgeordneten Walter Link, der von 1968 bis 1978 als Diakon in Freistatt tätig war, dass dieser es als Bewohner der „Anstaltsgemeinde Freistatt, mit deren Ansehen es nicht zum Besten stand“, anfangs als Politiker schwer gehabt habe.
Ende der achtziger Jahre gewannen Naturschutzaspekte an Bedeutung, die Erfordernisse von Torfabbau oder Trockenlegungen von Mooren wurde kritisch hinterfragt. Dagegen stieg das öffentliche Bewusstsein für den Arten- und Naturschutz, für Renaturierungen sowie für nachhaltige landwirtschaftliche Nutzung. So erfolgte auch in Freistatt Anfang der 1990er eine schrittweise Umstellung der konventionellen konventionelle Landwirtschaft in Richtung Naturschutz umgestellt. Seit 1994 wurden 878 ha Freistätter Moores großflächig unter Naturschutz gestellt. Zur Betreuung wurde die „Stiftung Naturschutz und Landschaftspflege Freistatt“ ins Leben gerufen. Nach fast 100 Jahren endete 1995 auch der Freistätter Torfabbaus endgültig.

## Verkehr
Die Deutsche Reichsbahn bzw. Deutsche Bundesbahn betrieb vom 1. Oktober 1923 bis zum 25. September 1966 einen Personenzugbetrieb auf dem westlichen Abschnitt der Bahnstrecke Nienburg–Diepholz. Freistatt war (bei km 42,0) ein Haltepunkt auf dieser Strecke. Die Bedeutung der Strecke für den Personennahverkehr war die gesamte Betriebszeit hindurch eher gering: 1927 und 1963 wurden zwischen Sulingen und Diepholz vier Zugpaare eingesetzt. Als Fahrzeug wurden stets Uerdinger Schienenbusse eingesetzt. Nach der Schließung der Strecke für den Personenverkehr wurde die Strecke vorwiegend von Diesellok-bespannten Kesselwagen-Ganzzügen befahren, die das in der Region geförderte Erdöl und Erdölprodukte abtransportierten. Heute fahren auf der Strecke noch Öl- und Schwefel-Tankzüge der DB Cargo Deutschland.

### Feldbahn Freistatt
Beim ehemaligen Torfwerk in Freistatt befinden sich Überreste einer Laderampe und verrottende Anschlussgleise der Feldbahn Freistatt. Die Bahn mit der Spurweite von 600 mm verband früher sämtliche Einrichtungen der Anstalt durch ein weit verzweigtes Schienennetz. Die noch vorhandene etwa fünf Kilometer lange Feldbahnstrecke verläuft wie vor über hundert Jahren entlang der Verbindungsstraße Freistatt – Heimstatt auf dem alten Moordamm.
Mit drei Schmalspurdiesellokomotiven von Schöma findet vom Mai bis Oktober Museumbahnbetrieb statt. Eine weitere Lokomotive ist als Denkmal aufgestellt.

### Draisinenbahn Freistatt
Im Sinnesgarten existiert ein Rundkurs, der mit Fahrraddraisinen befahren werden kann.

## Politik

### Gemeinderat
Der Gemeinderat setzt sich aus 7 Ratsfrauen und Ratsherren zusammen (Alle Unabhängige Wählergemeinschaft – UWG Freistatt).
(Stand: Kommunalwahl am 12. September 2021).

### Bürgermeister
Seit 2023 ist Manfred Cording ehrenamtlicher Bürgermeister der Gemeinde Freistatt. Gemeindedirektor war von 1974 bis 2004 Armin Tiemann.
Bisherige Amtsinhaber:
- 1924–1934: Diakon Johannes Didwiszus
- 1935–1938: Diakon Alfred Wiegand
- 1939–1945: Diakon August Wiese
- 1945–1948: Diakon Paul Kappler
- 1948–1955: Diakon Erich Stichling
- 1955–1961: Diakon Walter Grosse
- 1961–1972: Diakon Alfred Tech
- 1972–1974: Karl-Heinz Hügel
- 1974–1976: Diakon Friedrich Wolberts
- 1976–2006: Wilhelm Kolwei
- 2006–2023: Gero Enders
- seit 2023: Manfred Cording

### Wappen
| Wappen der Gemeinde Freistatt | Blasonierung: „Das Wappen der Gemeinde Freistatt zeigt in Silber auf grünem Boden einen grünen krummgewachsenen Eichbaum, der mit 3 goldenen Bändern an einem links stehenden roten Pfahl befestigt ist.“ |
| Wappen der Gemeinde Freistatt | |

## Bauwerke
- Moorkirche

In der Liste der Baudenkmale in Freistatt ist als einziges Baudenkmal aufgeführt:
- die Leichenhalle (Kirchstraße 22)

## Wirtschaft und Infrastruktur

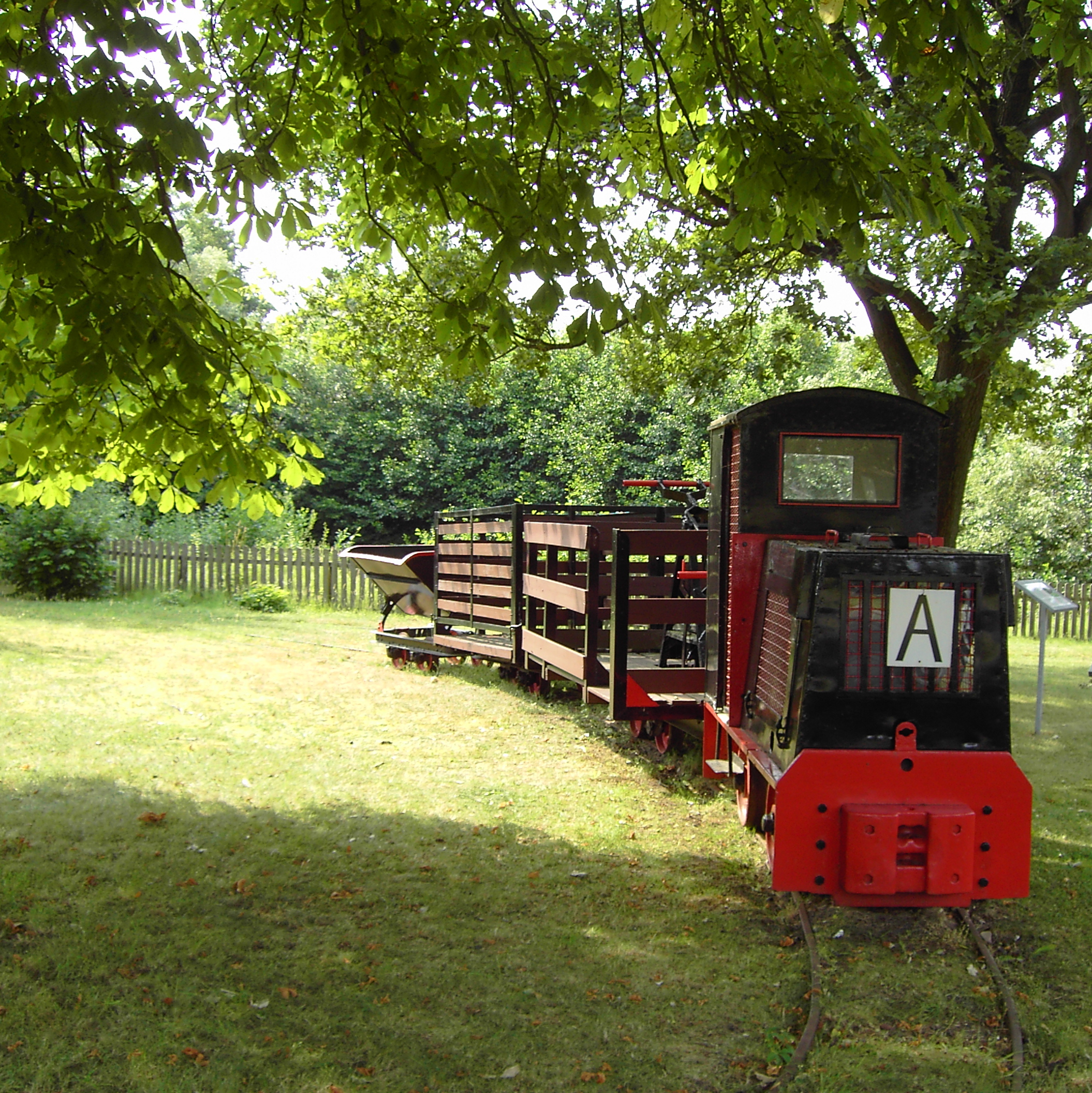
Freistätter Feldbahn

Den Bürgern stehen ein Supermarkt, eine Arztpraxis, Gemeindebüro, Handwerksbetriebe und ein Minigolfplatz zur Verfügung. Ferner befinden sich ein Hochseilgarten und eine Sporthalle in der Gemeinde.
Seit 2010 bietet Freistatt vermehrt touristische Ausflugsziele: Auf der Gemeindeverbindungsstraße Freistatt–Heimstatt befindet sich ein Planetenweg, der auf ca. 5 km maßstabsgetreu die Entfernungen der einzelnen Planeten zur Sonne darstellt.

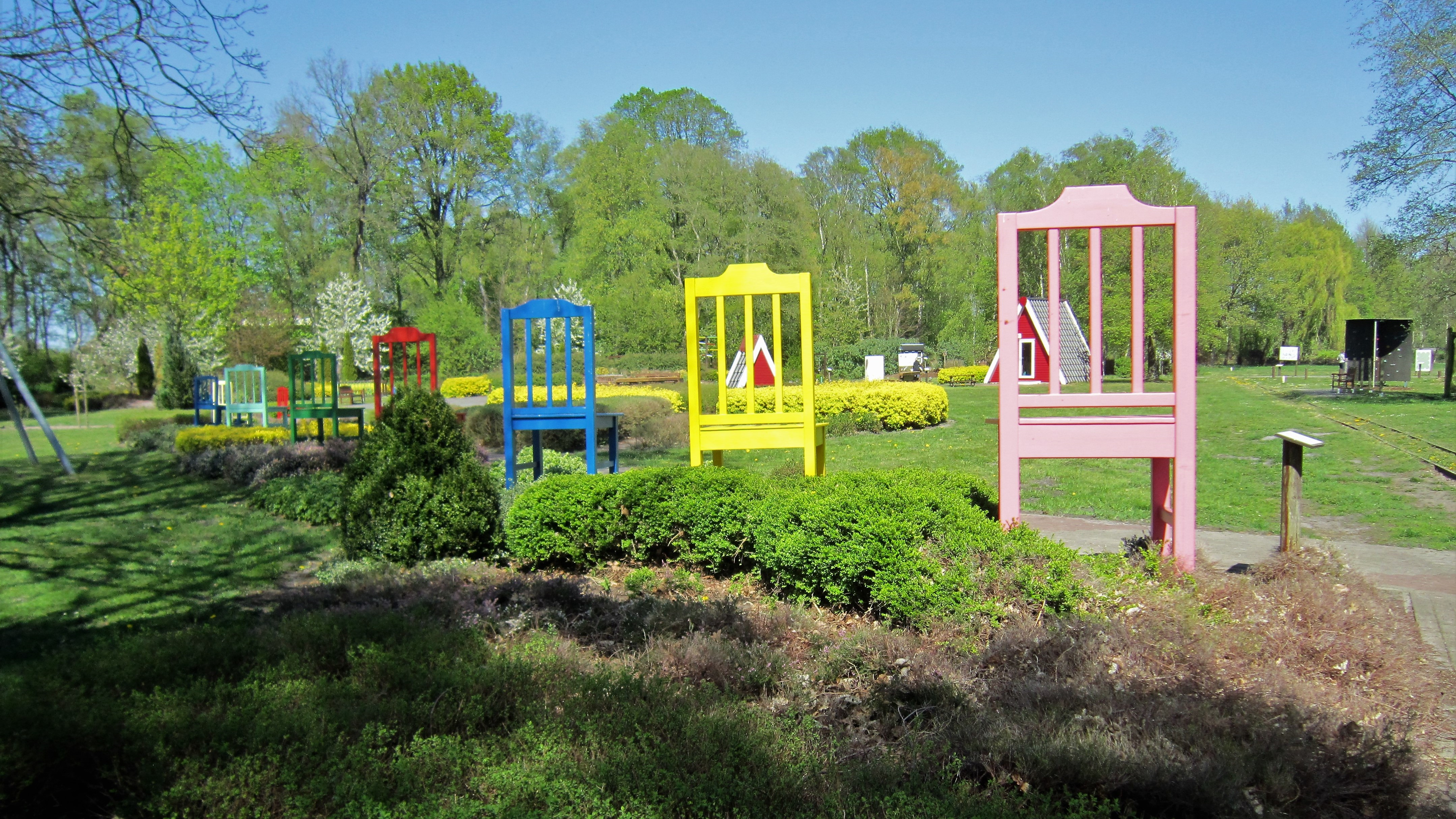
Sinnesgarten Freistatt

Im Sinnesgarten, einem Spielgelände, gibt es neben einem Spielplatz unter anderem auch Wasserspiele, Tafeln mit Sinnestäuschungen und einen Barfußpfad. Regelmäßig finden Veranstaltungen wie z. B. gemeinsames Brotbacken oder das „Feldbahn-Diplom“ statt. Diese Attraktionen sind durch Arbeitsqualifizierungsmaßnahmen entstanden und wurden u. a. durch die EU und das Land Niedersachsen gefördert.
Im Wietingsmoor an der Straße zum Ortsteil Heimstatt entstand eine Aussichtsstelle mit Parkplatz zu Vogelbeobachtung, da besonders dieser Bereich des Moores jedes Jahr von Kranichen auf ihrem Zug zu einem Zwischenstopp genutzt wird.

## Söhne und Töchter der Gemeinde
- Wilhelm Ehmann (1904–1989), deutscher Musikwissenschaftler und Kirchenmusiker. Er wurde als Sohn eines im Haus Moorstatt tätigen Diakons geboren.

## Persönlichkeiten
- Walter Link (1937–2010), Diakon und Diplom-Sportlehrer, Landtags- und Bundestagsabgeordneter der CDU, wohnte früher in Freistatt.
- Gustav von Bodelschwingh (1872–1944), von 1910 bis 1912 als Pastor und theologischer Anstaltsleiter in Freistatt tätig.

## Sonstiges
Bürgerschaftliches Engagement gibt es bei der Freiwilligen Feuerwehr und in der Kirchengemeinde. Von 1968 bis 2016 existierte ein Sportverein (SV Freistatt).
Die früher praktizierten, entwürdigenden Methoden in der Erziehungsanstalt Freistatt werden thematisiert im deutschen Film „Freistatt“ von Marc Brummund aus dem Jahr 2015.